# Пристань залива Вуллумулу
Пристань залива Вуллумулу (англ. Finger Wharf or Woolloomooloo Wharf) — находится в бухте залива Вуллумулу Сиднея. На сегодняшний день это строение, длиной 410 метров, является одной из самых длинных в мире постройкой на деревянных сваях. Здесь находятся рестораны, фешенебельные магазины, апартаменты знаменитостей, а также роскошный бутик-отель «Blue Sydney».

## История
Пристань построена в 1915 году и была местом для причала судов, прибывших в Сидней. Вплоть до начала 1920-х годов строительство продолжалось, и затем она стала одним из основных перевалочных пунктов шерсти, здесь находился самый крупный шерстяной склад. В 1956 году был создан пассажирский терминал, где высаживались на берег переселенцы из Старого Света.
В начале 1970-х перевозчики отказались от использования причала, ввиду его неконкурентоспособности с новыми современными сооружениями, и к 1980 году причал был заброшен. В 1987 году правительство штата Новый Южный Уэльс решило снести пристань, что привело к общественному недовольству. В дальнейшем власти решили перепрофилировать пристань, и сейчас она представляет собой роскошный комплекс, в котором расположен отель «Blue Sydney», рестораны и апартаменты.
Некогда заброшенная пристань приобрела статус одного из самых престижных и дорогих районов Сиднея.

## Интересные факты
Знаменитый австралийский актёр Рассел Кроу приобрёл на территории пристани пентхаус за 14 млн. долларов.